# Echymipera rufescens
Echymipera rufescens là một loài động vật có vú trong họ Peramelidae, bộ Peramelemorphia. Loài này được Peters & Doria mô tả năm 1875.